# Victoria (plantengeslacht)
Victoria is een plantengeslacht uit de waterleliefamilie. Het geslacht is genoemd naar de Britse koningin Victoria en omvat twee soorten waterplanten, namelijk V. amazonica en V. cruziana. 
Beide soorten komen in het wild uitsluitend voor in Zuid-Amerika. V. amazonica (synoniem: V. regia) en V. cruziana worden vaak gekweekt in tropische kassen bij botanische tuinen.

## Soorten
- Victoria amazonica (Poepp.) Sowerby
- Victoria cruziana Orb.

... · 
Barclaya · 
Euryale · 
Nuphar · 
Nymphaea · 
Victoria · 
...